# Hethemia superata
Hethemia superata är en fjärilsart som beskrevs av Walker 1866. Hethemia superata ingår i släktet Hethemia och familjen mätare. Inga underarter finns listade i Catalogue of Life.